# Mayflower
Pour les articles homonymes, voir Mayflower (homonymie).
Le Mayflower /meɪˈflaʊɚ/ est un vaisseau marchand anglais devenu célèbre pour avoir transporté en 1620 d'Angleterre en Amérique du Nord un groupe de dissidents religieux, les Pilgrim fathers (« Pères pèlerins »), à la recherche d'un lieu pour pratiquer librement leur religion.
À l'origine de ce voyage se trouve un groupe de dissidents anglais de la région de Scrooby (Yorkshire) partis en exil aux Provinces-Unies en 1609 et formant une congrégation dans la ville hollandaise de Leyde : parmi eux, William Bradford, historiographe du voyage et chef de la colonie de Plymouth (Massachusetts) de 1621 à 1647.
Les passagers du Mayflower sont considérés comme les pionniers de la colonisation britannique dans cette région du monde, et parfois aussi comme l'origine historique des États-Unis, même si trois autres régions de ce pays, Floride, Virginie et New-York, avaient connu avant des colonisations européennes venant s'ajouter à la population amérindienne.

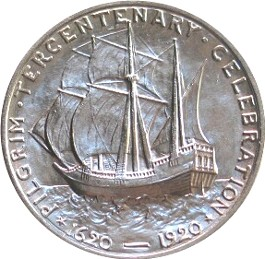
Représentation du Mayflower sur une pièce de 0.5 dollar, 1920.

## Contexte

### La colonisation européenne en Amérique du Nord en 1620
Selon le traité de Tordesillas de 1494, l'Amérique du Nord relève de la souveraineté de la Monarchie catholique espagnole, mais les puissances européennes autres que le Portugal, qui n'ont pas pris part à ce traité, ont des vues sur des territoires encore mal connus. Les Espagnols tiennent solidement le Mexique et nombre d'îles des Caraïbes ; ils instituent la colonie de Floride en 1565.
Les Français explorent très tôt la région située entre la Floride et Terre-Neuve (expédition de Giovanni da Verrazzano en 1524), puis l'estuaire du Saint-Laurent (Jacques Cartier, 1534) et établissent la colonie de la Nouvelle-France (Québec), avec un poste avancé au sud : Fort Caroline (1564).
Les Anglais ne commencent à s'y intéresser qu'en 1584 avec l'envoi de navires vers la colonie de Roanoke, la « colonie perdue », mais cette première tentative d'installation échoue. En 1606, le gouvernement anglais institue la colonie de Virginie, dont le territoire a été acheté à l'Espagne. Ce territoire s'étend entre les parallèles 34 et 48 Nord, du cap Fear à Terre-Neuve. En 1607 une première expédition accoste en Virginie, fondant le fort de Jamestown et une colonie durable dans l'estuaire de la James River.
Les Néerlandais de la république des Provinces-Unies, état fondé en 1581, issu de l'insurrection des Pays-Bas contre Philippe II, s'installent dans les années 1610 sur l'Hudson, où ils créent la colonie de Nouvelle-Néerlande, dont la capitale est La Nouvelle-Amsterdam, qui deviendra plus tard l'actuelle New-York.

## Le projet et les préparatifs
« Le chef de leur congrégation, John Robinson, approuva la suggestion de fonder une colonie outre-mer. [William] Bradford en était partisan dès le début. […] Ils armèrent un navire, recrutèrent quelques hommes, et c'est ainsi que William et sa femme quittèrent Leyde (Hollande) en 1620 à bord du Mayflower. »

— William Bradford
À partir de 1617, la congrégation des Anglais de Leyde, originaire de la région de Scrooby (Yorkshire), envisage après huit ans d'exil aux Provinces-Unies, de partir pour le Nouveau Monde. D'une part, ses membres constatent que leurs enfants sont influencés par la culture hollandaise. D'autre part, la perspective de la fin de la trêve amène le gouvernement des Provinces-Unies à se rapprocher de Jacques Ier d'Angleterre, à rechercher une reprise de l'alliance de 1585-1604 établie par le traité de Sans-Pareil. Dans ces circonstances diplomatiques, la présence des dissidents anglais réfugiés n'est pas opportune aux yeux des autorités des Provinces-Unies. Les Anglais affrontent la méfiance voire l'hostilité des Hollandais. Ceci bien que les calvinistes, dont le chef politique est le stathouder Maurice de Nassau, l'emportent en 1618 sur les remontrants du grand-pensionnaire Johan van Oldenbarnevelt, qui est arrêté en 1618 et exécuté en 1619.
Le chef de la congrégation, John Robinson, approuve le projet de fonder une colonie outre-mer. Il s'agit de se mettre à l'abri du pouvoir de l’Église d'Angleterre et du gouvernement sans pour autant renier la sujétion au royaume d'Angleterre. Un des principaux artisans du projet est John Carver.
Des négociations sont entreprises avec le gouvernement anglais pour obtenir l'autorisation de s'installer dans la colonie de Virginie, fondée en 1607 et dont le territoire s'étend jusqu'à l'Hudson. D'autre part, il faut réunir des fonds pour mener à bien l'opération : ceux-ci sont fournis par des marchands de Londres, qui recrutent de leur côté des personnes compétentes professionnellement. En 1620, les choses sont bien avancées.

## Le voyage

### L'abandon duSpeedwell
En juillet 1620, une cinquantaine de membres de la congrégation de Leyde quittent le port de Delft à bord du Speedwell. Parmi eux, se trouvent William Bradford et son épouse.
Le Speedwell doit rejoindre le Mayflower, parti de Londres vers le 15 juillet, et naviguer avec lui jusqu'en Amérique. Mais le Speedwell se révèle inadéquat, et après deux réparations insuffisantes (à Southampton et à Dartmouth), il est décidé début septembre de l'abandonner à Plymouth. De ses passagers, une vingtaine, dont les Bradford, embarquent sur le Mayflower, tandis que les autres repartent en Hollande.

### LeMayflower
C'est un navire de 90 pieds (27,43 m) et 180 tonneaux.

### Les passagers duMayflower
Le navire compte durant ce voyage environ soixante-dix passagers et trente hommes d'équipage.
Parmi les passagers se trouvent trente-cinq dissidents anglais, par la suite appelés les Pères pèlerins, très pieux, à la recherche d'un lieu pour pratiquer librement leur religion.
Mais on trouve aussi des personnes recrutées pour leurs compétences professionnelles par les marchands londoniens qui financent l'opération.
La plupart des passagers viennent de milieux modestes (petits fermiers, artisans…) et adhérent aux principes puritains.

### La traversée: de Plymouth au Massachusetts
Le Mayflower quitte Plymouth le 16 septembre 1620 (6 septembre selon le calendrier julien alors en usage en Angleterre et en général chez les protestants).
À la suite d'une halte pour se ravitailler à Terre-Neuve auprès de pêcheurs locaux, une tempête menaça le bon déroulement de l'expédition. Le mauvais temps obligea alors le vaisseau à aborder les rivages de l'Amérique au cap Cod (sur le site de la ville de Provincetown dans le Massachusetts), le 11 novembre 1620, et non sur les bords du fleuve Hudson, but initial du voyage.
Un pacte énonçant un certain nombre de règles et posant les principes de la future colonie, connu sous le nom de Mayflower Compact, est signé à bord du navire par les passagers.

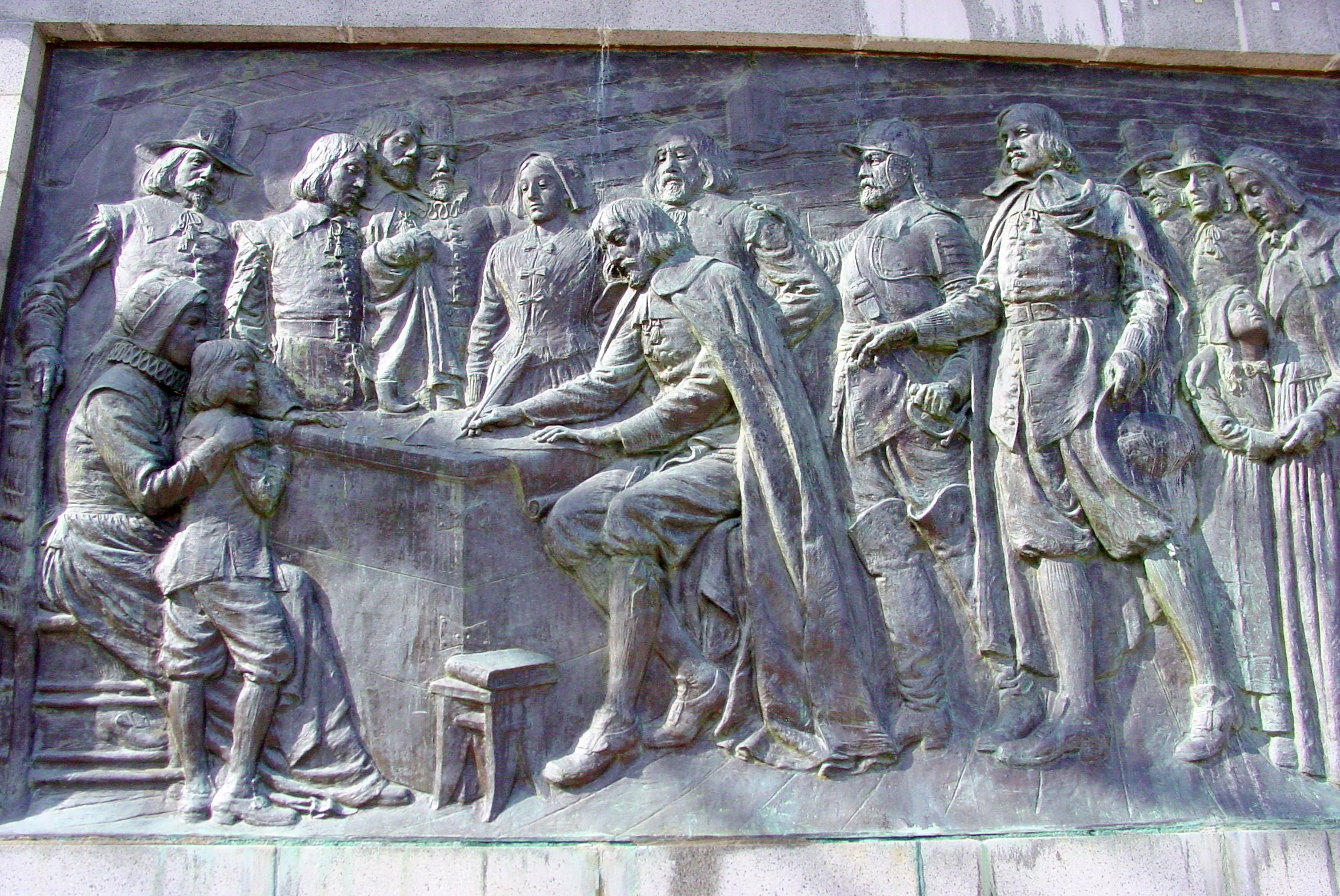
Bas-relief dans Bradford Street à Provincetown représentant la signature du Mayflower Compact.

## La colonie de Plymouth

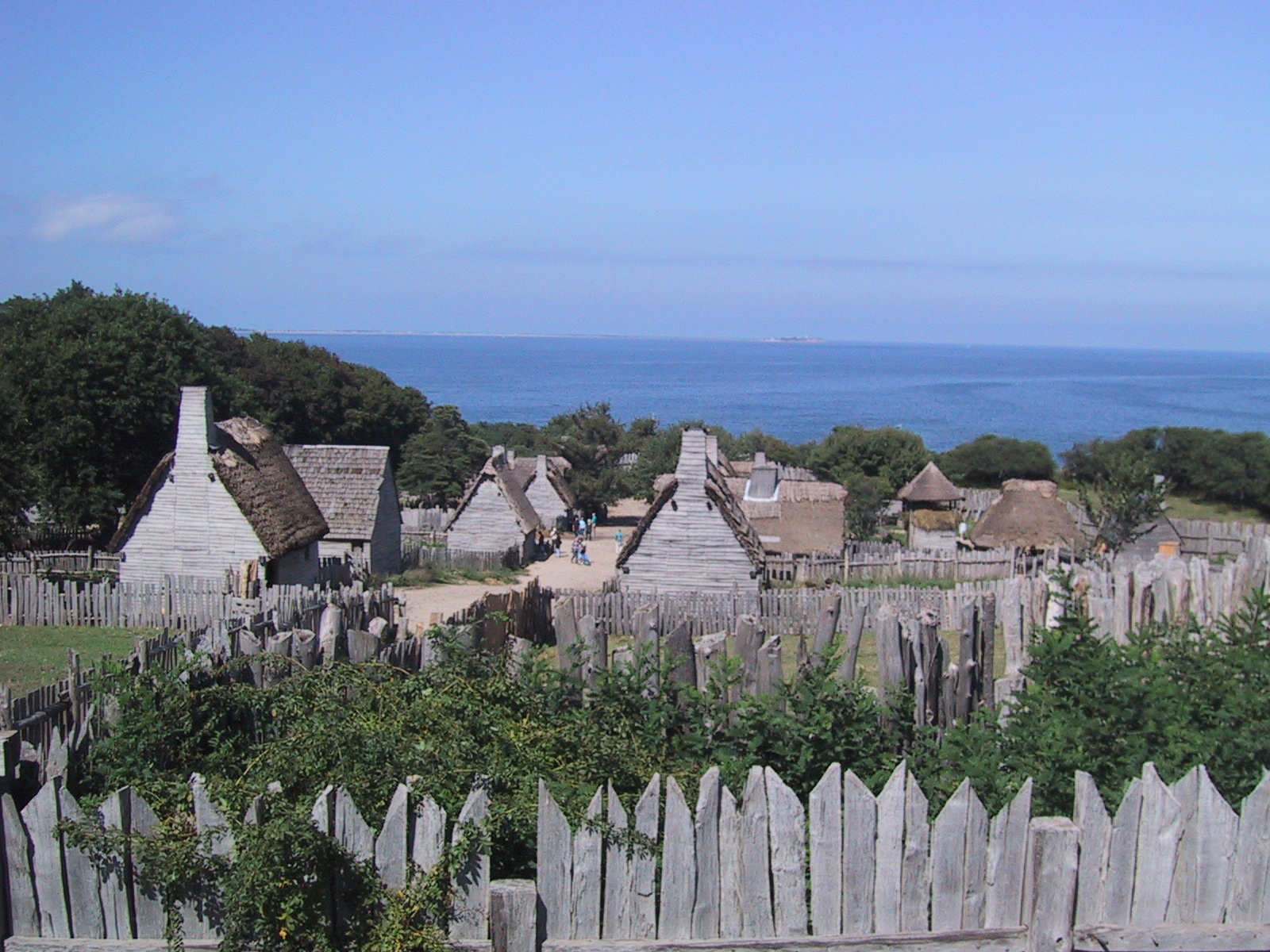
Reconstitution du village des colons dans le musée en plein air de Plymouth Plantation.

Ces Européens sont les premiers colons à s'établir durablement en Nouvelle-Angleterre, où ils fondèrent la ville de Plymouth.

## Listes de passagers et de descendants des passagers

### Passagers notables
Une naissance fut enregistrée alors que le Mayflower n'avait pas encore accosté et que les pèlerins cherchaient un endroit où s'établir : celle de Peregrine White.

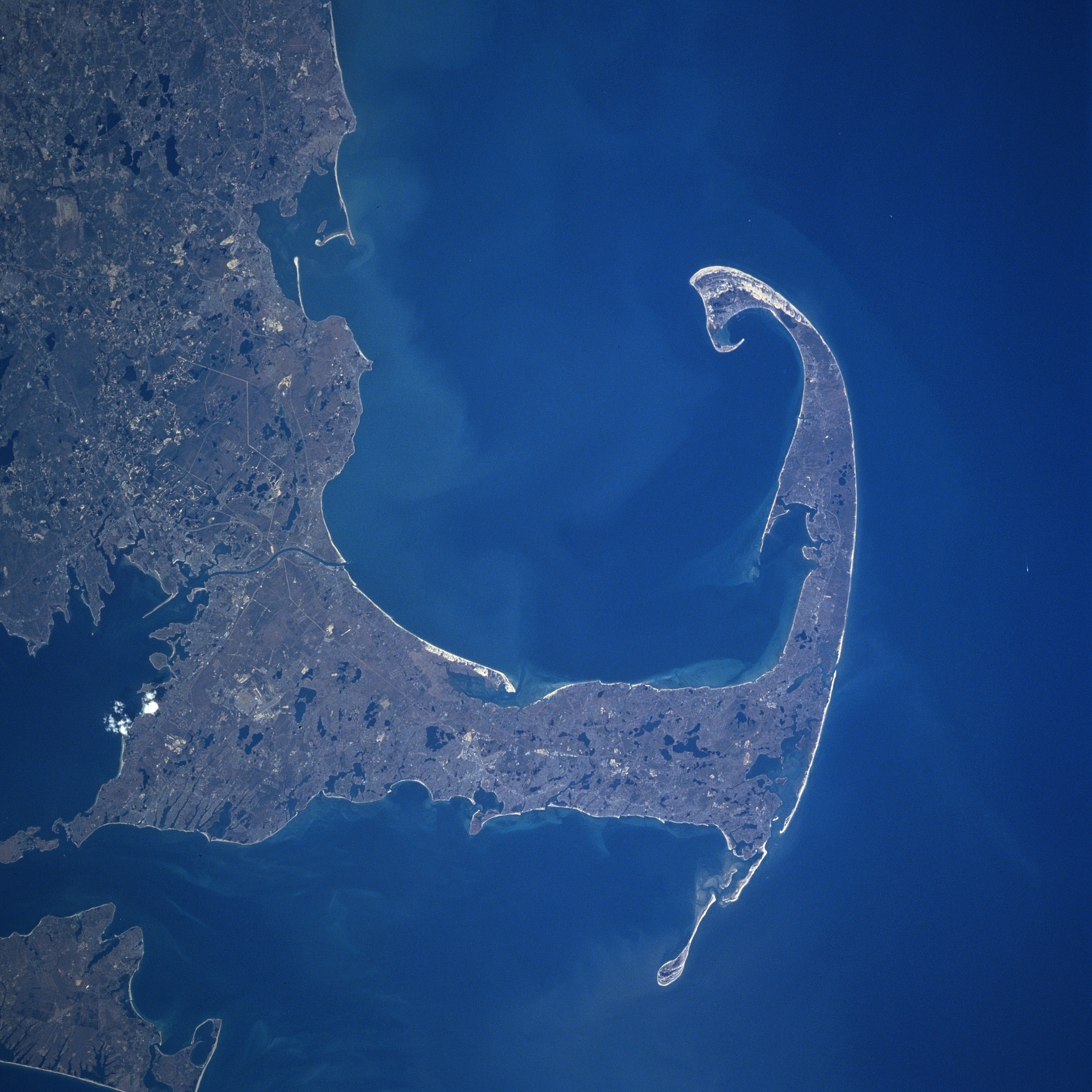
Baie du cap Cod.

- John Alden (ancêtre des présidents John Adams et John Quincy Adams) ;
- Frances Billington et son fils John Billington (ancêtre du président James Abram Garfield) ;
- William Bradford et son épouse Dorothy May Bradford ;
- William Brewster et son épouse Mary Brewster (ancêtres du président Zachary Taylor) ;
- John Carver et son épouse Katherine (White) Carver ;

- Myles Standish

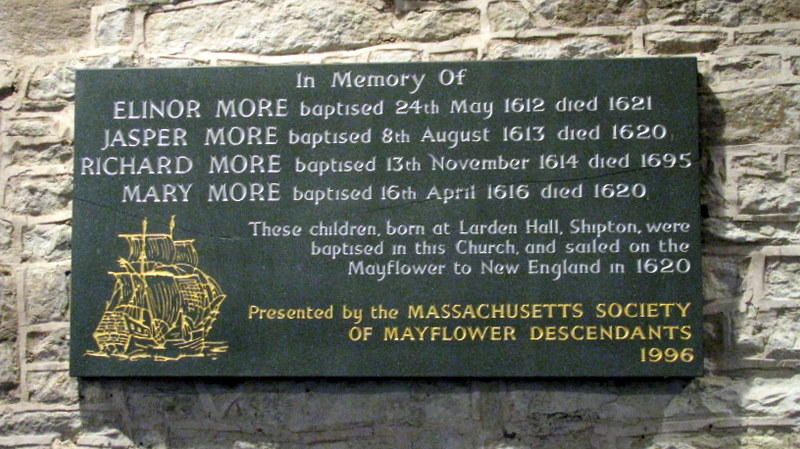
Plaque commémorative, dans l'église St. James, à Shipton (Shropshire), en mémoire du baptême des enfants More (photo de Phil Revell).

- Richard Warren (ancêtre du président Ulysses S. Grant et de l'écrivaine Laura Ingalls Wilder) ;
- William White, son épouse Susana White, leurs fils Peregrine White et Resolved White ;

### Présidents des États-Unis descendants desPilgrim Fathers
- John Adams (1735-1826) ;
- John Quincy Adams (1767-1848) ;
- Zachary Taylor (1784-1850) ;
- Ulysses S. Grant (1822-1885) ;
- James Abram Garfield (1831-1881) ;
- Franklin Delano Roosevelt (1882-1945) ;
- George Herbert Walker Bush (1924-2018) ;
- George Walker Bush (1946-).

### Autres personnalités descendant desPilgrim Fathers
Cette liste n'est pas exhaustive, des millions d'Américains ont un ou plusieurs passagers du Mayflower parmi leurs ancêtres.
- Henry Longfellow, poète ;
- Marilyn Monroe, actrice et mannequin ;
- Orson Welles, acteur, réalisateur et animateur radio ;
- Clint Eastwood, acteur, réalisateur ;
- Alec Baldwin, acteur ;
- Humphrey Bogart, acteur ;
- Richard Gere, acteur ;
- Ashley Judd, actrice ;
- Laura Ingalls Wilder, écrivaine ;
- Christopher Reeve, acteur ;
- Hugh Hefner, fondateur du magazine Playboy.

## LeMayflowerdans la culture

### La fête du Thanksgiving
Les passagers du Mayflower sont également à l'origine de la fête de Thanksgiving (États-Unis), célébrée en mémoire des trois jours d'action de grâce que le gouverneur William Bradford décréta à l’automne 1621 pour fêter la première récolte des colons.

### Réplique du navire
Une réplique, le Mayflower II, a été construite. Elle est identique à l'original, à quelques détails près.

### LeMayflowerdans la littérature
- Le roman Constance (titre original : Constance, A Story of Early Plymouth  (ISBN 2-211-061-15-X)) de Patricia Clapp retrace, sous la forme d'un journal intime tenu par la jeune Constance Hopkins, l'installation des passagers du Mayflower à Plymouth (Massachusetts).
- Le roman Les Vampires de Manhattan de Melissa de la Cruz raconte l'histoire du Mayflower, mais de façon un peu plus fictive.
- Dans l'épilogue du roman Une colonne de feu de Ken Follett, troisième tome de la série Les Piliers de la Terre, des descendants des habitants du village fictif de Kingsbridge embarquent à bord du Mayflower, sans en connaître la destinée.

### Dans la bande dessinée
- La bande dessinée XIII évoque cet épisode historique dans le tome 20, Le Jour du « Mayflower ». Jason Mac Lane (XIII) se trouve aux prises avec une fondation conspirationniste héritière des principes puritains des Pères fondateurs des États-Unis. Les auteurs Yves Sente et Youri Jigounov permettent au lecteur de comprendre l'influence de la religion dans la société américaine d'aujourd'hui.

### Au cinéma
- En 1952, le film Capitaine sans loi de Clarence Brown évoque la traversée d'une façon romancée.
- Saints & Strangers, une série disponible sur Netflix (2015), raconte l'aventure des colons du Mayflower et l'établissement de la colonie de Plymouth.
- Une vision parodique et irrévérencieuse du voyage des pèlerins du Mayflower figure dans le dessin animé de Tex Avery intitulé Jerky Turkey (Digne Dindon en VF) sorti en 1945 . Le Mayflower (équipé d'une tourelle de canon anachronique sur sa dunette)  traverse l'Atlantique sous l'escorte d'une task force de navires de guerre modernes et une annonce-gag indique : "Ce voyage était il nécessaire ?", une allusion aux conseils de restriction de la consommation d'essence aux USA durant la 2° Guerre Mondiale[7].

### Sur scène
- Mayflower[8] est une comédie musicale créée en 1975 par Éric Charden pour la musique et Guy Bontempelli pour les textes. Elle raconte l'histoire du vaisseau Mayflower, emportant vers le Nouveau Monde, en 1620, les premiers émigrants britanniques, comédie qui a été présentée en avant-première mondiale devant le congrès américain à Washington, puis jouée avec succès pendant deux ans au théâtre de la Porte-Saint-Martin[9].

### Dans le sport
- Le Mayflower est aussi l'emblème d'un club anglais de football, celui du Plymouth Argyle Football Club.

### Dans l'artisanat
- L’image du Mayflower a été utilisée dans la production des cristalleries du Val-Saint-Lambert, Seraing en Belgique. Un imposant vase au voilier, en cristal clair, fut gravé entre 1949 et 1954 par Louis Barthélemy d'après un modèle de Charles Graffart. Hauteur 23 cm, longueur 30 cm, largeur 25 cm.